# Доњи Катун
Доњи Катун је насеље у Србији у општини Варварин у Расинском округу. Према попису из 2022. било је 762 становника (према попису из 1991. било је 1190 становника).

## Историја
О постанку имена села има неколико тумачења. По једном некад се село звало Кадуњач/Кадун. По другом причању село се овако прозвало што су становници дошли из села таквог имена, па то име и новом селу наденули. По трећем што су некад били варварински катуни, а по четвртом село се некад звало турски Ардун, па је после названо Катун.
Изгледа да је ово село насељено пре него Варварин. Како скоро трећину кућа у селу чине староседеоци, свакако је одавно на овом месту.
До Другог српског устанка Доњи Катун (тада само Катун) се налазио у саставу Османског царства. Након Другог српског устанка Катун улази у састав Кнежевине Србије и административно је припадао Јагодинској нахији и Темнићској кнежини све до 1834. године када је Србија подељена на сердарства.
Од породице Радојковић је познати кнез темнићски Милета Радојковић, кога је отац малог довео из Ђуниса, а тамо се њихови стари доселили са Косова. Славе св. Николу.
Према пореклу ондашње становништво Доњег Катуна из 1905. године може се овако распоредити:
- Староседелаца има 3 породице са 44 куће
- Косовско-метохијских досељеника има 3 породице са 45 куће
- Породица непознате старине има 1 са 10 куће

## Демографија
У насељу Доњи Катун живи 846 пунолетних становника, а просечна старост становништва износи 44,4 година (43,0 код мушкараца и 45,6 код жена). У насељу има 295 домаћинстава, а просечан број чланова по домаћинству је 3,43.
Ово насеље је великим делом насељено Србима (према попису из 2002. године), а у последња три пописа, примећен је пад у броју становника.
|  |

| Демографија | Демографија | Демографија |
| Година      | Становника  | Становника  |
| ----------- | ----------- | ----------- |
| 1948.       | 1.315       |             |
| 1953.       | 1.399       |             |
| 1961.       | 1.341       |             |
| 1971.       | 1.278       |             |
| 1981.       | 1.273       |             |
| 1991.       | 1.190       | 1.144       |
| 2002.       | 1.012       | 1.071       |

| Етнички састав према попису из 2002.‍ | Етнички састав према попису из 2002.‍ | Етнички састав према попису из 2002.‍ | Етнички састав према попису из 2002.‍ | Етнички састав према попису из 2002.‍ |
| ------------------------------------ | ------------------------------------ | ------------------------------------ | ------------------------------------ | ------------------------------------ |
|                                      |                                      |                                      |                                      |                                      |
| Срби                                 | Срби                                 |                                      | 1.007                                | 99,50%                               |
| Црногорци                            | Црногорци                            |                                      | 4                                    | 0,39%                                |
| Бугари                               | Бугари                               |                                      | 1                                    | 0,09%                                |
| непознато                            | непознато                            |                                      | 0                                    | 0,0%                                 |

| Катун (Горњи и Доњи) у пописима Јагодинске нахије — од 1818. до 1829.             |       |       |       |       |       |       |          |       |       |       |       |       |
| Година пописа                                                                     | 1818. | 1819. | 1820. | 1821. | 1822. | 1823. | 1824/25. | 1825. | 1826. | 1827. | 1828. | 1829. |
| Куће                                                                              | 78    | 85    | 84    | 86    | 88    | 94    | 92       | 92    | 94    | 94    | 98    | 98    |
| Пореске главе*                                                                    | -     | 102   | 102   | 101   | 110   | 109   | 108      | 107   | 105   | 107   | 110   | 110   |
| Арачке главе**                                                                    | 182   | 193   | 202   | 202   | 205   | 216   | 237      | 255   | 264   | 271   | 283   | 277   |
| *Пореске главе = Ожењени мушкарци \| ** Арачке главе = Мушкарци од 7 до 70 година |       |       |       |       |       |       |          |       |       |       |       |       |

| Година пописа     | 1948. | 1953. | 1961. | 1971. | 1981. | 1991. | 2002. |
| ----------------- | ----- | ----- | ----- | ----- | ----- | ----- | ----- |
| Број домаћинстава | 280   | 302   | 320   | 324   | 331   | 321   | 295   |

| Број чланова      | 1  | 2  | 3  | 4  | 5  | 6  | 7 | 8 | 9 | 10 и више | Просек |
| ----------------- | -- | -- | -- | -- | -- | -- | - | - | - | --------- | ------ |
| Број домаћинстава | 45 | 69 | 48 | 49 | 37 | 32 | 9 | 5 | 1 | 0         | 3,43   |

| Пол    | Укупно | Неожењен/Неудата | Ожењен/Удата | Удовац/Удовица | Разведен/Разведена | Непознато |
| ------ | ------ | ---------------- | ------------ | -------------- | ------------------ | --------- |
| Мушки  | 424    | 97               | 282          | 26             | 19                 | 0         |
| Женски | 458    | 66               | 279          | 96             | 16                 | 1         |
| УКУПНО | 882    | 163              | 561          | 122            | 35                 | 1         |

| Пол    | Укупно                    | Пољопривреда, лов и шумарство | Рибарство                            | Вађење руде и камена | Прерађивачка индустрија       |
| ------ | ------------------------- | ----------------------------- | ------------------------------------ | -------------------- | ----------------------------- |
| Мушки  | 203                       | 122                           | 0                                    | 1                    | 45                            |
| Женски | 95                        | 60                            | 0                                    | 0                    | 14                            |
| УКУПНО | 298                       | 182                           | 0                                    | 1                    | 59                            |
| Пол    | Производња и снабдевање   | Грађевинарство                | Трговина                             | Хотели и ресторани   | Саобраћај, складиштење и везе |
| Мушки  | 6                         | 1                             | 9                                    | 2                    | 5                             |
| Женски | 0                         | 0                             | 5                                    | 2                    | 1                             |
| УКУПНО | 6                         | 1                             | 14                                   | 4                    | 6                             |
| Пол    | Финансијско посредовање   | Некретнине                    | Државна управа и одбрана             | Образовање           | Здравствени и социјални рад   |
| Мушки  | 1                         | 0                             | 4                                    | 0                    | 1                             |
| Женски | 0                         | 0                             | 4                                    | 3                    | 4                             |
| УКУПНО | 1                         | 0                             | 8                                    | 3                    | 5                             |
| Пол    | Остале услужне активности | Приватна домаћинства          | Екстериторијалне организације и тела | Непознато            | Непознато                     |
| Мушки  | 3                         | 0                             | 0                                    | 3                    | 3                             |
| Женски | 1                         | 0                             | 0                                    | 1                    | 1                             |
| УКУПНО | 4                         | 0                             | 0                                    | 4                    | 4                             |